# Jessica Villerius
Jessica Villerius (Spijkenisse, 18 februari 1981) is een Nederlandse documentairemaker en filmregisseur. Villerius legt zich vooral toe op de thema's misdaad, psychologie en andere maatschappelijk relevante onderwerpen. Zij won de Gouden Televizier-Ring in 2021 voor De kinderen van Ruinerwold.

## Levensloop

### Beginjaren
Villerius volgde een businessopleiding aan de Hogeschool van Amsterdam. In 2019 behaalde ze haar bachelor criminologie aan de NCOI Hogeschool. In 2007 ging ze als onafhankelijk filmmaker aan de slag.

#### Vel over probleem
De KRO-documentaire Vel over probleem uit 2009 zorgde voor Kamervragen. Tot op dat moment werd de behandeling van anorexia nervosa gefinancierd vanuit de DBC (diagnose behandelcombinatie) 'overige', waaruit alle niet-geïndiceerde psychiatrische behandelingen worden gefinancierd, terwijl van anorexia nervosa bekend was dat het de meest dodelijke psychiatrische aandoening uit het hele spectrum is. Kamerlid Sabine Uitslag (CDA) schreef samen met Villerius een voorstel en presenteerde dit aan de Tweede Kamer, die dit aannam. Sindsdien is er meer geld beschikbaar voor behandelingen van anorexia nervosa.

#### Code rood: eerwraak
De documentaire Code rood: eerwraak toonde in 2010 aan hoe anonieme opvanghuizen van levensbelang zijn voor Nederlandse kinderen, mannen en vrouwen die op de vlucht zijn voor hun familie, die van mening is dat de familie-eer hersteld moet worden met geweld en of de dood. Op het moment dat de eerste film uitkwam, was de politiek voornemens de subsidies voor deze specifieke vorm van zorg en veiligheid, stop te zetten. De film deed stof opwaaien en leidde tot Kamervragen vanuit verschillende partijen.

#### Beschadigd
Uit de serie Beschadigd uit 2015 bleek dat mensen die met zelf aangebrachte wonden (automutilatie) op de Eerste Hulp kwamen, lang niet altijd even goed werden behandeld. Uit de serie bleek dat veel van de mensen die weleens op de Eerste Hulp waren geweest na automutilatie, onverdoofd werden gehecht omdat artsen vonden dat dit niet nodig was. Deze feiten riepen verontwaardiging op; het CDA en de SP stelden Kamervragen aan minister Schippers van Volksgezondheid en zij liet een onderzoek instellen. Ook de Inspectie voor de Gezondheidszorg riep mensen op hun ervaringen te delen. Naar aanleiding daarvan werd een onderzoek ingesteld.

#### De kinderen van Ruinerwold
De kinderen van Ruinerwold is een documentaireserie die in 4 delen in maart en april 2021 door BNNVARA werd uitgezonden, met nog een vijfde aflevering alleen online. De serie is gemaakt met medewerking van vier kinderen van Gerrit Jan uit Ruinerwold, die in 2019 gearresteerd werd voor onder meer vrijheidsberoving van zijn zes jongste kinderen, die niet geregistreerd waren en nooit naar school zijn gegaan. De jongste van de vier, die de oudste is van de zes, is Israel (die zichzelf ook Jan heeft genoemd). Hij is in 2019 ontsnapt en heeft de buitenwereld op de hoogte gebracht. De andere vijf van de zes zijn jongere volwassen kinderen. Ze wilden niet meewerken aan de documentaire. De andere drie van de vier zijn Shin, Mar Jan en Edino, die niet in Ruinerwold gewoond hebben. Ze waren wel geregistreerd en Gerrit Jan moest ze daarom tegen zijn zin wel naar school laten gaan. Ze moesten het bestaan van hun jongere broers en zussen voor iedereen geheim houden.

### Privéleven
Villerius had sinds haar 15e anorexia nervosa maar is daarvan genezen.

## Nominaties en prijzen
De series Eetstoornissen: Maskers Af, Veda beslist zélf en Emma wil leven werden genomineerd voor de Mind Antonie Kamerling Award. Eetstoornissen: Maskers Af heeft uiteindelijk de Mind Antonie Kamerling Award van 2019 gewonnen. Deze serie werd ook genomineerd voor de Mercurs 2018 Award in de categorie reportage van het jaar.
De documentaire Over de streep werd in 2010 genomineerd voor de Nationale Prijs voor de Onderwijsjournalistiek. De hieraan gerelateerde serie Over de streep (2011) eindigde op de achtste plek voor de Gouden Televizier-Ring. Dezelfde serie werd samen met Wie is de Mol? en The voice of Holland genomineerd in de categorie 'Beste programma 2011' door de Beeld en Geluid Awards. De prijs ging toen naar The voice of Holland. In 2008 werd de documentaire Glenn Helder: c'est la vie door de IDFA genomineerd voor Beste Documentaire 2008. In 2013 werd de documentaire Moeder moet dood, over de schizofrene Alain die in een psychose zijn moeder doodstak, genomineerd voor de Psyche Media Prijs 2013. De film Emma wil leven won in 2017 de NVvP Mediaprijs. Volgens de NVvP (Nederlandse Vereniging voor Psychiatrie) bracht de documentaire de psychiatrie het meest zorgvuldig en waarheidsgetrouw in beeld. In 2021 won de documentaireserie De kinderen van Ruinerwold van Villerius de Gouden Televizier-Ring.

## Trivia
- Villerius erkent dat de titel van de documentaire De kinderen van Ruinerwold niet helemaal klopt: van de vier kinderen van Gerrit Jan die hun verhaal doen heeft alleen Israel in Ruinerwold gewoond. De omroep wilde echter graag ‘Ruinerwold’ in de titel.[10]